# Original Album Classics (álbum de Kansas)
Original Album Classics es un álbum recopilatorio de la banda estadounidense de rock progresivo Kansas y fue lanzado por la discográfica Sony Music Entertainment en 2009.
Esta producción recopila los primeros cinco álbumes de estudio de la banda (Kansas, Song for America, Masque, Leftoverture y Point of Know Return), los cuales fueron publicados originalmente de 1974 a 1977.
Al ser lanzado en 2009, Original Album Classics contiene también las canciones que fueron incluidas en las reediciones de los cinco discos.
En este compilado no se enlistan las canciones en el orden correcto en el que fueron publicados los discos, ya que en vez de ordenar las melodías en orden cronológico (mostrado en el segundo párrafo), se encuentra en tercer lugar el álbum Point of Know Return, después Leftoverture y por último Masque, siendo al revés.  Esto también ocurrió en la carátula frontal de Original Album Classics, pues se siguió con la misma colocación pero con las portadas de los álbumes.

## Lista de canciones

### Disco uno -Kansas
| Side one |                                    |                                                      |                                |          |  |
| N.º      | Título                             | Escritor(es)                                         | Voz principal                  | Duración |  |
| 1.       | «Can I Tell You»                   | Steve Walsh / Phil Ehart / Rich Williams / Dave Hope | Robby Steinhardt / Steve Walsh | 3:32     |  |
| 2.       | «Bringing It Back»                 | J.J. Cale                                            | Robby Steinhardt               | 3:33     |  |
| 3.       | «Lonely Wind»                      | Steve Walsh                                          | Steve Walsh                    | 4:16     |  |
| 4.       | «Belexes»                          | Kerry Livgren                                        | Steve Walsh                    | 4:23     |  |
| 5.       | «Journey from Mariabronn»          | Walsh / Livgren                                      | Steve Walsh                    | 7:55     |  |
| 6.       | «The Pilgrimage»                   | Walsh / Livgren                                      | Steve Walsh                    | 3:42     |  |
| 7.       | «Aperçu»                           | Walsh / Livgren                                      | Steinhardt / Walsh             | 9:43     |  |
| 8.       | «Death of the Mother Nature Suite» | Kerry Livgren                                        | Steve Walsh                    | 7:43     |  |
| 9.       | «Bringing it Back» (en vivo)       | J.J. Cale                                            | Robby Steinhardt               | 9:41     |  |

### Disco dos -Song for America
| Side one |                                          |                                 |                  |          |  |
| N.º      | Título                                   | Escritor(es)                    | Voz principal    | Duración |  |
| 1.       | «Down the Road»                          | Walsh / Livgren                 | Robby Steinhardt | 3:43     |  |
| 2.       | «Song for America»                       | Kerry Livgren                   | Steve Walsh      | 10:03    |  |
| 3.       | «Lamplight Symphony»                     | Kerry Livgren                   | Steve Walsh      | 8:17     |  |
| 4.       | «Lonely Street»                          | Walsh / Williams / Hope / Ehart | Steve Walsh      | 5:43     |  |
| 5.       | «The Devil Game»                         | Walsh / Hope                    | Steve Walsh      | 5:04     |  |
| 6.       | «Incomudro - Hymn to the Atman»          | Kerry Livgren                   | Steve Walsh      | 12:11    |  |
| 7.       | «Song for America» (edición de sencillo) | Kerry Livgren                   | Steve Walsh      | 3:01     |  |
| 8.       | «Down the Road» (en vivo)                | Walsh / Livgren                 | Robby Steinhardt | 3:49     |  |

### Disco tres -Point of Know Return
| Side one |                                   |                            |                    |          |  |
| N.º      | Título                            | Escritor(es)               | Voz principal      | Duración |  |
| 1.       | «Point of Know Return»            | Walsh / Steinhardt / Ehart | Steve Walsh        | 3:13     |  |
| 2.       | «Paradox»                         | Walsh / Livgren            | Steve Walsh        | 3:50     |  |
| 3.       | «The Spider»                      | Steve Walsh                | Steve Walsh        | 2:03     |  |
| 4.       | «Portrait (He Knew)»              | Walsh / Livgren            | Steve Walsh        | 4:38     |  |
| 5.       | «Closet Chronicles»               | Walsh / Livgren            | Steve Walsh        | 6:32     |  |
| 6.       | «Lightning's Hand»                | Walsh / Livgren            | Robby Steinhardt   | 4:24     |  |
| 7.       | «Dust in the Wind»                | Kerry Livgren              | Steve Walsh        | 3:28     |  |
| 8.       | «Sparks of the Tempest»           | Walsh / Livgren            | Robby Steinhardt   | 4:18     |  |
| 9.       | «Nobody's Home»                   | Walsh / Livgren            | Steve Walsh        | 4:40     |  |
| 10.      | «Hopelessly Human»                | Kerry Livgren              | Walsh / Steinhardt | 7:09     |  |
| 11.      | «Sparks of the Tempest» (en vivo) | Walsh / Livgren            | Robby Steinhardt   | 5:17     |  |
| 12.      | «Portrait (He Knew)» (remezclado) | Kerry Livgren              | Steve Walsh        | 4:50     |  |

### Disco cuatro -Leftoverture
| Side one | |                                                        |                  |          |  |
| N.º      | Título | Escritor(es)                                           | Voz principal    | Duración |  |
| 1.       | «Carry On Wayward Son» | Kerry Livgren                                          | Steve Walsh      | 5:25     |  |
| 2.       | «The Wall» | Walsh / Livgren                                        | Steve Walsh      | 4:51     |  |
| 3.       | «What's On My Mind» | Kerry Livgren                                          | Steve Walsh      | 3:28     |  |
| 4.       | «Miracles Out of Nowhere» | Kerry Livgren                                          | Robby Steinhardt | 6:28     |  |
| 5.       | «Opus Insert» | Walsh / Livgren                                        | Steve Walsh      | 4:28     |  |
| 6.       | «Questions of My Childhood» | Walsh / Livgren                                        | Steve Walsh      | 3:40     |  |
| 7.       | «Cheyenne Anthem» | Kerry Livgren                                          | Robby Steinhardt | 6:55     |  |
| 8.       | «Opus Magnum - a. «Father Padilla Meets the Perfect Gnat» - b. «Howling at the Moon» - c. «Man Overboard» - d. «Industry on Parade» - e. «Release the Beavers» - f. «Perfect Gnat»» | Walsh / Livgren / Steinhardt / Williams / Hope / Ehart | Steve Walsh      | 6:28     |  |
| 9.       | «Carry On Wayward Son» (en vivo) | Kerry Livgren                                          | Steve Walsh      | 4:53     |  |
| 10.      | «Cheyenne Anthem» (en vivo) | Kerry Livgren                                          | Robby Steinhardt | 6:42     |  |

### Disco cinco -Masque
| Side one |                                           |                    |                  |          |  |
| N.º      | Título                                    | Escritor(es)       | Voz principal    | Duración |  |
| 1.       | «It Takes a Woman's Love (To Make a Man)» | Steve Walsh        | Steve Walsh      | 3:08     |  |
| 2.       | «Two Cents Worth»                         | Walsh / Livgren    | Steve Walsh      | 3:08     |  |
| 3.       | «Icarus - Borne of Wings of Steel»        | Walsh / Livgren    | Steve Walsh      | 6:03     |  |
| 4.       | «All the World»                           | Walsh / Steinhardt | Steve Walsh      | 7:11     |  |
| 5.       | «Child of Innocence»                      | Kerry Livgren      | Robby Steinhardt | 4:36     |  |
| 6.       | «It's You»                                | Steve Walsh        | Steve Walsh      | 5:04     |  |
| 7.       | «Mysteries and Mayhem»                    | Walsh / Livgren    | Robby Steinhardt | 4:18     |  |
| 8.       | «The Pinnacle»                            | Kerry Livgren      | Robby Steinhardt | 9:44     |  |
| 9.       | «Child of Innocence» (demo)               | Kerry Livgren      | Robby Steinhardt | 5:07     |  |
| 10.      | «It's You» (demo)                         | Steve Walsh        | Steve Walsh      | 2:42     |  |

## Créditos
- Steve Walsh — voz principal y coros, piano, órgano, clavinet, vibráfono y congas
- Kerry Livgren — guitarra, piano, órgano, sintetizador Moog, clavinet y coros
- Robby Steinhardt — voz principal, violín, viola y coros
- Rich Williams — guitarra acústica, guitarra eléctrica y coros
- Dave Hope — bajo y coros
- Phil Ehart — batería, percusiones, glockenspiel, gong y coros

### Formación adicional
- Earl Lon Price — saxofón
- Toye LaRocca — coros (en el tema «Cheyenne Anthem»)
- Cheryl Norman — coros (en el tema «Cheyenne Anthem»)